# Pennacook (pleme)
Pennacook (Merrimac) /Pennacook od Abenaki pěnâ-kuk, ili penankuk, 'at the bottom of the of hill or highland,' Gerard; ili  'sand hill or under the hill people' /, pleme američkih Indijanaca, članova istoimene konfederacije, koji su obitavali na obje obale rijeke Merrimack u američkoj državi New Hampshire. Njihovo istoimeno glavno selo nalazilo se na mjestu današnjeg Concorda. Danas bi potomaka mogli imati među St.Francis Abenakima u Kanadi